# فرودگاه صحرایی هانل
فرودگاه صحرایی هانل (به انگلیسی: Hanel Field) یک فرودگاه خصوصی است که یک باند فرود آسفالت دارد و طول باند آن ۵۷۹ متر است. این فرودگاه در کشور ایالات متحده آمریکا قرار دارد و در ارتفاع ۴۹۵ متری از سطح دریا واقع شده‌است.